# ایلیوشین ایل-۸۰
ایلیوشین-۸۰ (روسی: Ил-80) نام‌گذاری ناتو: مکسدم (انگلیسی: Maxdome ) این هواپیما، مقر فرماندهی هوایی روسیه که قادر به هماهنگی با تمام عملیات‌های هوایی، زمینی، دریایی و موشکی از جمله جنگ هسته‌ای و البته ماهواره‌های این کشور در عرصه جهانی است.
منابع نظامی روس در این زمینه افزودند که جت ایلیوشین-۸۰ تنها هنگامی استفاده می‌شود که در یک جنگ هسته‌ای زیر ساخت‌ها از بین رفته باشند یا ارتباط مخابراتی از راه ایستگاه‌های زمینی میسر نیست.

## توسعه

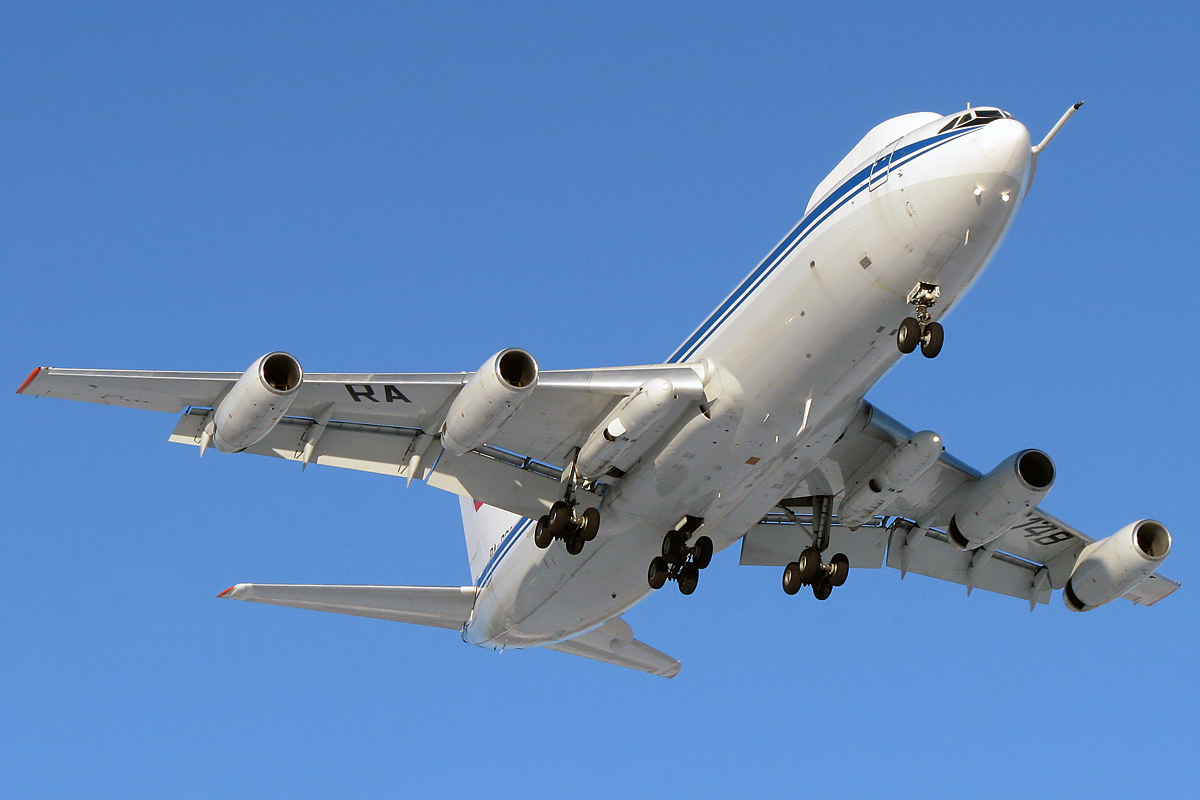
یک فروند ایلیوشن-۸۰ در سال ۲۰۰۹

ایلیوشن-۸۰ به وسیلهٔ سامانه نام‌گذاری در ناتو :مکسدام نامیده شده همچنین برخی معتقدند که نام‌گذاری ناتو برای این هواپیما، همانند نام ایلیوشین-۸۶، کامبر می‌باشد. در سیستم نامگذاری روسی این هواپیما بنام آیمک یا اِیمک (Aimak,Eimak) نامیده شده . اعتقاد بر این است که اولین پرواز این هواپیما در تابستان ۱۹۸۵ و اولین پرواز پس از اصلاحات در ۵ مارس ۱۹۸۷ و شروع به تحویل آن در سال بعد به وقوع پیوسته .

## بهره برداری
چهار فروند ایلیوشن-۸۰اس ساخته شد و در اختیار دسته هشتم هوانوردی اهداف ویژه مستقر در پایگاه هوایی چکالووسکی در نزدیکی مسکو، قرار گرفت.